# كيفن كيلر (سياسي)
كيفن كيلر هو منتج أفلام وسياسي أمريكي، ولد في 4 مايو 1979. نشط حزبياً في الحزب الديمقراطي. وقد انتخب عضو مجلس نواب داكوتا الجنوبية ‏.

## وصلات خارجية
- كيفن كيلر (سياسي) على موقع IMDb (الإنجليزية)